# Tasovice (Znojmo)
Tasovice (in tedesco Tasswitz) è un comune della Repubblica Ceca facente parte del distretto di Znojmo, in Moravia Meridionale.
Fino al 1946 fece parte del Sudetenland, i territori a maggioranza tedesca. Luogo natio di Clemente Maria Hofbauer.